# Madame Bovary (téléfilm, 1974)
Pour les articles homonymes, voir Madame Bovary (homonymie).
Pour plus de détails, voir Fiche technique et Distribution.
Madame Bovary est un téléfilm français réalisé par Pierre Cardinal, d'après Madame Bovary de Gustave Flaubert, diffusé en 1974.

## Fiche technique
- Titre français : Madame Bovary
- Réalisation : Pierre Cardinal
- Scénario : Georges Neveux d'après Madame Bovary de Gustave Flaubert
- Pays d'origine : France
- Format : Couleurs - 1,33:1 - Mono
- Genre : drame
- Date de première diffusion : 1974

## Distribution
- Nicole Courcel : Emma Bovary
- Jean Bouise : Charles Bovary
- André Dussollier : Léon Dupuis
- Claude Giraud : Rodolphe Boulanger
- Marcel Cuvelier : Mr Homais
- Renée Faure : Mme Bovary, mère
- Alain Nobis : L'Heureux
- Thérèse Quentin : Mme Homais
- Bernard Allouf : Justin
- Fernand Bercher : Binet
- Yves Elliot : Mr Tuvache
- Nicole Desailly : Mme Deroseray
- Lucien Frégis : L'abbé Bournisien
- Yvon Sarray : Maître Guillaumin
- Jeanne Hardeyn : Mme Lefrançois
- Juliette Faber : Mlle Lempereur
- Joëlle Fossier : La fille de Lheureux
- Isabelle Sadoyan : La paysanne
- Gilette Barbier
- Pierre Collet
- Serge Lama
- Marius Laurey
- Jean-Louis Le Goff
- Henri Poirier
- Jean-Marie Robain
- Martin Trévières